# QWOP
QWOP(/kwɒp/)는 베넷 포디가 만든 래그돌 기반 플래시 게임이다. 플레이어는 'Qwop'이라는 운동선수를 오직 Q,W,O,P로 조종한다. 이 게임은 인터넷에 올라온지 2년이 지난 2010년 12월에 인터넷 밈이 되었는데, 이는 포디의 사이트(Foddy.net)가 3000만 히트를 치는데 도움을 줬다.

## 배경

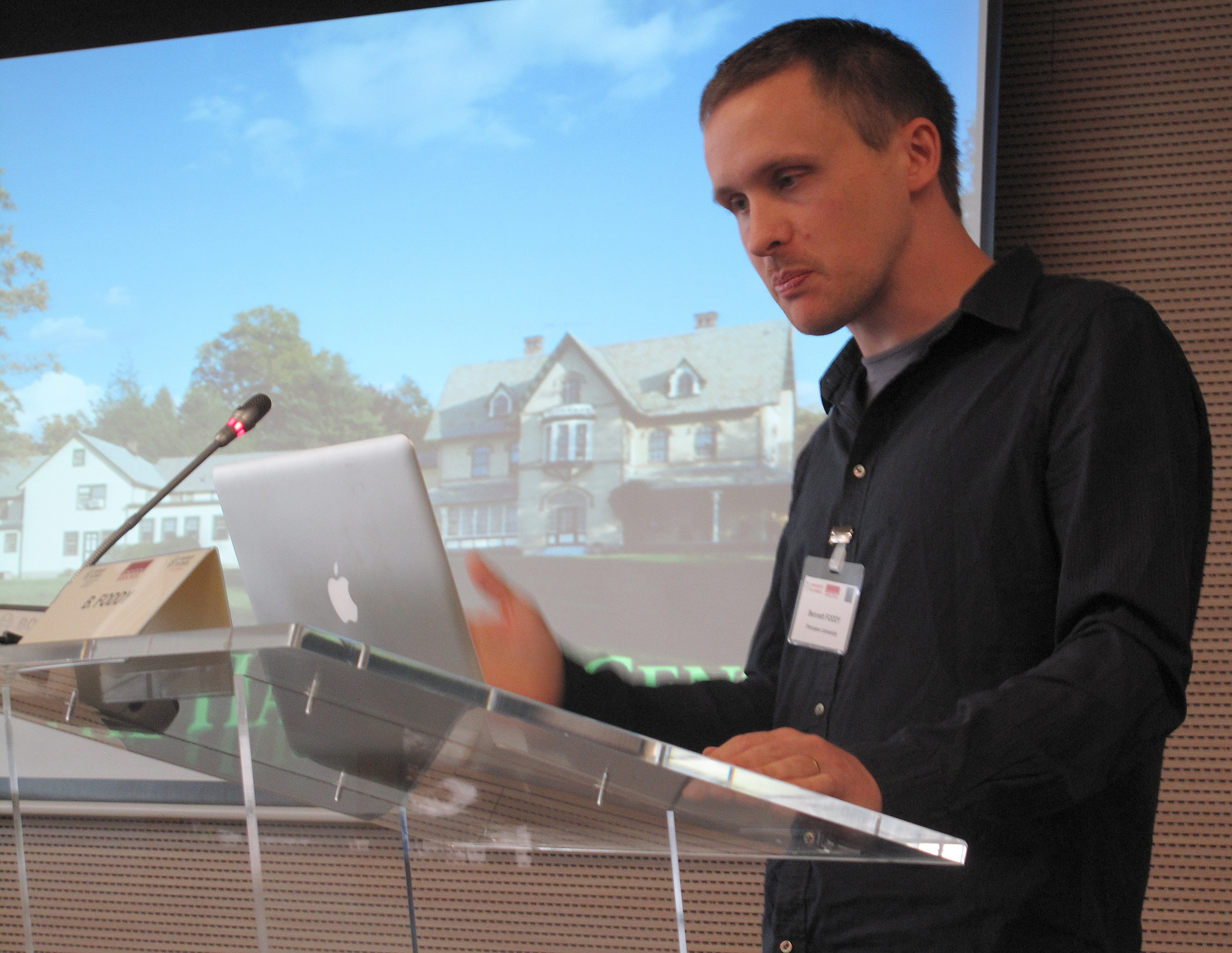
2009년 10월 QWOP의 개발자,베넷 포디의 모습.

QWOP는 원래 베넷 포디가 개발하여 2008년 11월에 그의 사이트(Foddy.net)에 게시하였다. 베넷 포디가 옥스퍼드 대학교의 일부인 옥스퍼드 마틴 스쿨의 생명윤리학 부국장 및 선임 연구원이었을 때. 그는 철학 박사 학위 논문을 미루며 게임을 만들었다. 그는 5세때 첫 컴퓨터를 얻은 이후 계속 게임을 해왔다.

## 게임플레이
플레이어는 올림픽 100미터 달리기 경기에 참가하고 있는 운동선수 'Qwop'로 플레이한다. 오직 Q,W,O,P만 눌러 앞으로 나아가도록 선수의 다리를 움직이는 한편, 넘어지지 않도록 조심해야 한다. Q와 W는 각각 넓적다리를 담당하며 O와 P는 장딴지를 담당한다. Q는 선수의 오른쪽 넓적다리를 앞으로 나아가게 하고 왼쪽 장딴지를 뒤로 이동시키며, W는 그 반대이다. O와 P는 Q,W와 종아리를 움직이게 한다는 점만 제외하고 동일하다. 이음매의 실제 이동량은 중력과 관성에 의한 힘의 저항의 영향을 받는다.
QWOP의 목적은 간단하지만 게임이 출시 된 이래로이 게임은 Q, W, O 및 P 키로 제어하기 때문에 마스터하기가 어렵다는 악평이 높았다. 개발자인 포디는 많은 증오 메일을 받았다고 말한다. 게임의 어려움에 대한 비판에도 불구하고 게임은 포디의 사이트가 Wired Magazine에 따르면 3 천만 건의 조회수를 기록하는 데 도움을 주었으며 게임이 출시 된 이래로 수백만 명의 사람들이 게임을 해왔지만 숫자는 최근에 감소하였다.

## 대중문화

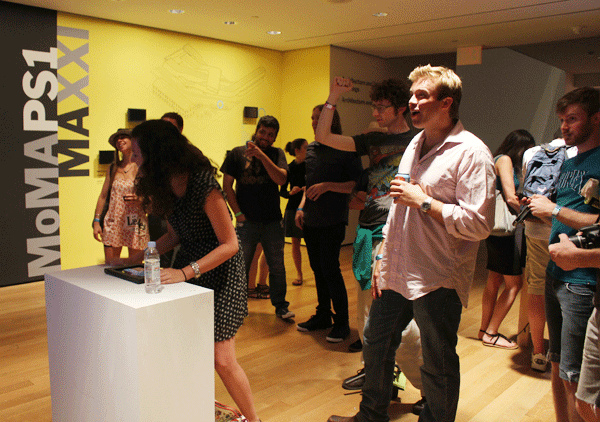
QWOP는 2011년 7월 27일 뉴욕 근대미술관에서 상영되었다

2011년 7월 27일에 QWOP는 비디오 게임 예술 및 문화 회사인 킬 스크린(Kill Screen)이 주최하는 "아케이드 (Arcade)"이벤트의 일부로 뉴욕 근대미술관에서 상영되었다.
기네스 세계 기록은 2013년 4월 10일에 이 게임에서 100m를 51초만에 가장 빠르게 달린 카르타고의 거주자 인 Roshan Ramachandra에게 상을 수여했다.
QWOP는 미국 시트콤 The Office의 시즌9에 등장하였다.

## 다른 버전들
이 게임의 아이폰 버전이 2011년에 발표되었다. 게임 방식은 오리지널 버전과 같으나 컨트롤 방식에 차이가 있다. 여기서는 QWOP의 팔다리를 움직이려면 화면의 다이아몬드 주변을 손가락으로 문질러야 한다. 코타쿠는 아이폰 버전을 '오리지널 버전보다 4000% 이상 불가능해졌다'라며 "엄지로 하는 올림픽 경기"라고 말했다.
2QWOP라고 불리는 2인용 QWOP게임이 2012년 2월에 발표되었다. 이후 오스틴에서 열린 "The Foddy Winter Olympics" 행사에서 Bennett Foddy의 게임을 선보였다. 이 버전은 수직 분할 화면이며, 플레이어 1은 Q, W, E, R키를 이용하고, 플레이어 2는 U, I, O, P키를 이용한다.